# Euselasia bilineata
Euselasia bilineata is een vlindersoort uit de familie van de prachtvlinders (Riodinidae), onderfamilie Euselasiinae.
Euselasia bilineata werd in 1926 beschreven door Lathy.